# Kamionki Małe
Kamionki Małe est un village polonais situé dans la voïvodie de Couïavie-Poméranie et la gmina (commune) de Łysomice.